# 51P/Harrington
51P/Harrington, komet Jupiterove obitelji. 